# Диэтилмагний
Диэтилмагний — металлоорганическое соединение магния формулой Mg(C2H5)2. При нормальных условиях представляет собой твёрдое нелетучее вещество, обладающее высокой химической активностью.

## Физические свойства
Диэтилмагний образует твёрдое нелетучее вещество, реагирует с водой. Разлагается при температурах выше 150 °С.

## Химические свойства
- Вещество очень реакционноспособно: бурно реагирует с водой, спиртами, углекислым газом, аммиаком:

{\displaystyle {\mathsf {Mg(C_{2}H_{5})_{2}+H_{2}O\ {\xrightarrow {}}\ MgO\downarrow +2C_{2}H_{6}\uparrow }}}
- При нагревании до 175 °С в вакууме образует гидрид магния MgH2.